# Arbeiter-Athletenbund Deutschlands
Der Arbeiter-Athletenbund Deutschlands entstand 1906 in Berlin durch den Zusammenschluss verschiedener Arbeiter Athletenvereinen bzw. den Athletikabteilungen von Arbeiterturnvereinen. Der Verband breitete sich zunächst vor allem nach Mitteldeutschland aus (Sitz seit 1910 in Magdeburg). 1908 schloss sich dem Verband der Bayrische Arbeiterathletenbund und 1910 der bereits 1903 gegründete Freie Athletenverband Deutschlands an. Nach dem Ersten Weltkrieg wurde der Bund in 21 Kreise gegliedert. 1931 gehörten dem Verband Athleten aus 1.206 Vereinen an (hierunter ca. 400, die beim Arbeiterturnerbund geführt wurden) mit 63.316 Mitgliedern (hierunter ca. 3000 aus dem Arbeiterturnerbund). 
Zu den Mitgliedern gehörten in den 1920er-Jahren etwa 5.000 weibliche Sportler.
Der Verband veranstaltete deutsche Meisterschaften in Gewichtheben, Ringen, Boxen, Jiu-Jitsu, Leichtathletik und Artistik. Der Verband besaß eine eigene Bundesschule, ca. 160 Sportplätze und 15 eigene Turnhallen. Der Verband gab monatlich die Zeitschrift Athletik heraus. 
Im Zug der Gleichschaltung 1933 wurde der Verband von der Reichsregierung aufgelöst und das Vereinsvermögen beschlagnahmt und örtlichen Vereinen des Deutschen Reichsbundes für Leibesübungen zur Verfügung gestellt.